# Dobieszewo (przystanek kolejowy)
Dobieszewo – zlikwidowany przystanek stargardzkiej kolei wąskotorowej w Dobieszewie, w województwie zachodniopomorskim, w Polsce. Przystanek został zamknięty 1. lipca 1991 roku, a zlikwidowany w 1995.